# Alwin Berger
Alwin Berger (Möschlitz, Schleiz, Turíngia, 28 de agosto de 1871 — Estugarda, 20 de abril de 1931) foi um botânico alemão.

## Biografia
Nasceu na Alemanha, e trabalhou nos jardins botânicos de Dresde e de Frankfurt am Main antes de assumir a função de  curador do Jardim Botânico Hanbury, jardim de Sir Thomas Hanbury (1832-1907), em La Mortola, perto de Ventimiglia, no nordeste da Itália, perto da fronteira com a França, função que exerceu de  1897 até 1914. 
Trabalhou na Alemanha de 1914 até  1919 quando partiu para estudar três anos nos Estados Unidos. No seu retorno, assumiu a direção do departamento de botânica do museu de  Stuttgart. 
Foi especialista na taxonomia das plantas suculentas, especialmente das agaves e dos  cactos, publicando em 1915 Die Agaven, onde descreve 274 espécies de agaves e três subgêneros, Littaea, Euagave e Manfreda. Identificou também um novo gênero de cactos, o Roseocactus, em 1925.

## Obras
- A Systematic Revision of the Genus Cereus. 1905
- Sukkulente Euphorbien. 1907
- Mesembrianthemen u. Portulacaceen. 1908
- Stapelien und Kleinien. 1910
- Hortus mortolensis. 1912
- Las Agave. Gustav Fischer Verlag, Jena 1915 (mit 70 Abbildungen und 2 Karten)
- Roseocactus, a new genus of Cactaceae. En: J. Wash. (D.C. ) Acad. Sci. 15, 1925, p.:43-48
- Die Entwicklungslinien der Kakteen. 1926
- Kakteen. 1929

## Homenagens
Os  gêneros  Bergerocactus (Cactaceae) e Bergeranthus (Mesembryanthemaceae)  foram nomeados em sua honra.